# Whalers Passage
Die Whalers Passage (englisch) ist eine schmale Meerenge vor der Nordküste Südgeorgiens. Sie liegt zwischen dem Sky Rock und den übrigen Welcome Islands. 
Der Name der Meerenge, der sich mit Walfängerpassage übersetzen lässt, erscheint erstmals auf einer Seekarte der britischen Admiralität aus dem Jahr 1931.